# Condé-sur-Suippe
Condé-sur-Suippe é uma comuna francesa na região administrativa de Altos da França, no departamento de Aisne. Estende-se por uma área de 5,83 km². Em 2010 a comuna tinha 293 habitantes (densidade: 50,3 hab./km²).